# Brett Gallant
Pour les articles homonymes, voir Gallant.
Brett Gallant est un curleur canadien né le 18 février 1990 à Charlottetown.

## Biographie
Brett Gallant  remporte la médaille d'argent au Championnat du monde double mixte de curling 2019 à Stavanger avec Jocelyn Peterman.

## Vie privée
Il est en couple avec la curleuse Jocelyn Peterman.